# Phyllomacromia bispina
Phyllomacromia bispina es una especie de libélula de la familia Corduliidae.
Puede ser encontrada en los siguientes países: República del Congo, República Democrática del Congo, Uganda y Zambia.
Sus hábitats naturales son: bosques subtropicales o tropicales homicidos de baja altitud y ríos.